# Сейм Великого князівства Познанського
Сейм Великого князівства Познанського (пол. Sejm Wielkiego Księstwa Poznańskiego, нім. Provinziallandtag des Großherzogthums Posen) — польська назва прусського провінційного парламенту у Великому герцогстві Познанському і провінції Познань, який засідав у Познані. Існував у 1823—1918 роках. В історії польського парламенту був наступником вального сейму та місцевого сеймика на частині земель, що відійшли за поділами до Пруссії. Спочатку зберігаючи польський дух, він у другій половині ХІХ століття набув більш німецького характеру.

## Історія
Провінція Велика Польща потрапила під владу Королівства Пруссія після Віденського конгресу, коли її відокремили від Варшавського герцогства і передали Пруссії, де її реорганізували у Велике герцогство Познанське. Король Пруссії надав у 1823 році Великому герцогству право скликати парламент, визначаючи окремими указами в 1826 році його коло повноважень. Парламент продовжив традиції вального сеймика Великопольщі, наполягаючи на вживанні у своїй назві саме польського слова «сейм». Сейм уперше зібрався 24 грудня 1827 року. Друга сесія сейму розпочалася 30 січня 1830 року.
Після розгону Сейму Царства Польського внаслідок придушення Листопадового повстання Сейм Великого князівства Познанського став останньою опорою польської парламентської традиції на польських землях. Право голосувати мали тоді лише чоловіки-християни, які володіли землею щонайменше десять років. Євреї назагал залишалися поза виборчим правом, на відміну від їхніх одноплемінників у власне Пруссії. Так само не мали виборчих прав і переселенці, які нещодавно придбали землю, а також більшість етнічно польських землеробів, які все ще володіли землею на правах оренди чи феоду тільки як кріпаки чи васали своїх землевласників, на відміну від власне Пруссії, де кріпацтво було скасовано у 1807 і 1810 роках. Прийшлі сільські господарі зі Священної Римської імперії (наприклад, бамбри) або пізніше з держав-членів Німецького союзу, як правило, залишалися вільними селянами, що дозволило селянству обрати своїх представників у кількості восьми депутатів із 48 загалом. Що стосується етнічної належності, то більшість представників шляхти були поляками, представники селян зберігали баланс, а представники міщан були переважно німцями. Перший сейм налічував 22 поляки і 26 німців, а більшість наступних виборів витворили майже рівний розподіл між поляками та німцями. Головним питанням сейму було скасування кріпаччини, яке мало розширити кількість польськомовних землевласників і через десять років дозволити їм брати участь у виборах до сейму.
Поляки становили 65% населення Великого герцогства, але виборче право через невключення кріпаків і недостатнє представництво безземельних сільських простолюдинів працювало на користь німецьких жителів. Після подій 1848 року частка польських представників зменшилася ще дужче і, як зазначає Яцек Єндрух, через зростання дискримінації польських представників ця дата знаменує кінець доби, коли цей законодавчий орган можна розглядати як продовжувача польської парламентської традиції. Крім того, якщо протоколи перших сеймів оприлюднювалися польською мовою, то після 1877 року вони публікувалися німецькою.
Політичні фракції сейму відображали поділ на лібералів, які підтримували німецький конституційний рух, і консерваторів, таких як Едвард Рачинський, який передбачив, що цей рух скасує автономію Великого герцогства. Протягом двох чи близько того десятиліть його існування основними питання, що викликали стурбованість сейму, були скасування кріпацтва і взаємини між мешканцями польської та німецької етнічної належності, особливо дискримінація поляків із боку прусської влади, яка дедалі більше відсторонювала польську більшість від урядування і судочинства. Остання петиція, видана сеймом у 1841 році, вимагала рівних прав для поляків і припинення кампанії германізації. Оскільки більшість сеймових петицій король Пруссії просто ігнорував, це сприяло  бунтарським настроям у провінції, що зрештою призвело до повстання 1848 року у розпал тогочасних революцій у німецьких державах. До цих революцій Сейм збирався загалом сім разів (у 1827, 1830, 1834, 1837, 1841, 1843 та 1845 роках). Після революцій Сейм Великого герцогства, як і інші провінційні прусські асамблеї, отримав право обирати депутатів до прусського парламенту. Сейм продовжував свої сесії до 1918 року, загалом було проведено 49 сеймів.
У контексті наслідків Першої світової війни народні протести проти виборчого закону, що дискримінував поляків, обернулися в 1918 році новими виборами, на яких у Великому герцогстві було обрано 521 депутата. Новий сейм підтримав приєднання території Великого герцогства до новоутвореної Другої Польської Республіки.

## Склад
Сейм був однопалатним. Право голосу мали лише чоловіки-християни, які не були підданими жодного іншого монарха, крім короля, в особистій унії з яким перебував великий герцог, і віком не менше 30 років. Серед депутатів від шляхти спочатку двоє, а потім четверо посідали свої місця завдяки привілеям, пов'язаним з іншим своїм аристократичним станом (голови родин вельмож Великого герцогства), решту обирали землевласники. Сім найбільших міст обирали своїх депутатів на прямих виборах, інші міста, а також селянство обирали своїх представників на непрямих виборах. Виборчі права двох нижчих станів визначалися майновим цензом. У зв'язку з цим поляки переважали лише в представництві першого стану (зем'ян), їх було мало серед висуванців міст і зовсім не було на перших сеймах серед представників селян.
Сейм налічував 48 депутатів. Представники були згруповані в три лави: 24 чоловіки представляли земельну шляхту (сюди не входили шляхтичі, які не мали ленних маєтків, якщо вони володіли приватною землею або міською нерухомістю, вони мали право на обрання однієї з двох інших лав); 16 депутатів були обранцями міських міщан, якщо ті володіли нерухомістю; останніх 8 обирали вільні земельні селяни. Для обрання представників селянства так само вимагався певний рівень достатку.
Строк повноважень депутатів встановлювався на 6 років, а кожні три роки відбувалися вибори половини депутатів. На перших повторних виборах парламентарів, яких належало замінити або переобрати, обирали жеребом. Сейм повинен був збиратися кожні два роки, але насправді збори відбувалися рідше — кожні два-три роки. Сесії тривали по два місяці.

### Маршалки сейму
Посаду маршалка сейму (нім. Landtags-Marschall) обіймав один із представників знаті. Спочатку маршалком сейму Великого герцогства був Антоній Павел Сулковський (спікер першого і другого сейму), потім Ганс Вільгельм фон Унруе-Бомст (маршалок станом на 1874 р.), далі Рудольф Гіллер фон Ґертрінґен, Штефан фон Дзембовський-Бомст, Юзеф Ігнацій Грабовський Ґетцендорф і Станіслав Понінський.

### Видатні депутати
До числа відомих політиків сейму Великого герцогства належали такі:
- Левін Луїс Аронзон
- Теодор фон Бетман-Гольвеґ
- Вальтер Буреш
- Юліан фон Хелміцький
- Дезидерій Хлаповський
- Станіслав Хлаповський
- Тітус Дзялинський
- Дагоберт Фрідлендер
- Юзеф І. Грабовський
- Генріх фон Гейдебранд унд дер Лаза
- Станіслав Курнатовський
- Мечислав Квілецький
- Войцех Липський
- Мацей Мельжинський
- Францишек фон Моравський
- Анджей Неголевський
- Владислав М. Неголевський
- Густав Потворовський
- Генріх фон Пуклер
- Едвард Рачинський
- Богуслав Фредерік Радзивілл
- Еміль Ріттер
- Юліус Ріттер
- Карл Шмідт
- Антоній Павел Сулковський (маршалок сейму станом на 1824 р.)
- Іполит фон Турно
- Ганс Вільгельм фон Унруе-Бомст (маршалок сейму на 1874 р.)

## Коло повноважень
Сейм мав здебільшого дорадчі повноваження, хоча він міг видавати закони з деяких суто місцевих питань, як-от громадське самоврядування та витрачання деяких місцевих податків. Він міг ухвалювати правові акти стосовно Великого герцогства. Його депутати мали право подавати петиції та скарги королю Пруссії, який міг погоджувати або відхиляти (як це часто траплялося) пропозиції сейму. Пропозиції від і до короля потребували більшості у дві третини; інші пропозиції потребували простої більшості.